# Nora Brockstedt
Nora Brockstedt, geboren als Nora Berg (Oslo, 20 januari 1923 – aldaar, 5 november 2015) was een Noorse zangeres.

## Biografie
Nora Berg werd in 1923 geboren in Oslo. In 1943 debuteerde ze op het podium van Chat Noir, een van de grootste theaters van Noorwegen. Twee jaar later, in 1945, bracht Berg, nu onder de naam Brockstedt haar eerste plaat uit, getiteld Enn en gang skal fuglene synge / Kanskje engang tilbake den kommer .
In de jaren 50 was ze een van de meest geliefde Noorse zangeressen en had ze vele radiohits, zoals En lite pike i lave sko, Augustin en Tango for to. Tussen 1950 en 1954 vormde ze samen met onder meer Arne Bendiksen en Egil-Monn Iversen de groep The Monn Keys.
Brockstedt was de eerste deelnemer van Noorwegen op het Eurovisiesongfestival. In 1960 werd ze vierde met Voi voi. Het jaar daarna werd ze weer geselecteerd om het land te vertegenwoordigen op het Eurovisiesongfestival, dit maal werd ze zevende met Sommer i Palma. Ook in 1963 zou Brockstedt in eerste instantie Noorwegen op het festival vertegenwoordigen, maar dit gebeurde uiteindelijk niet. Na de winst in de Noorse preselectie Melodi Grand Prix maakte ze bekend dat ze niet aan het de internationale finale in Londen kon meedoen vanwege een te drukke agenda. Er deden echter geruchten de ronde dat ze voor een slecht resultaat vreesde met het liedje Solhverv. Zangeres Anita Thallaug werd in haar plaats gestuurd, maar behaalde de laatste plaats met geen enkel punt. Brockstedt heeft in totaal elf keer deelgenomen aan Melodi Grand Prix. De laatste keer was in 1977.
Brockstedt was getrouwd met Arne Riis, die in 2009 overleed. Brockstedt overleed na een kort ziekbed in Oslo op 5 november 2015.

## Discografie

### Soloalbums
- 1970 · Noe nytt
- 1971 · Nora synger Prøysen
- 1972 · I lave sko
- 1972 · Noras jul
- 1972 · Nora Brockstedt (album)|Nora Brockstedt
- 1972 · På blåbærtur i Prøysenland
- 1973 · Nora i Egnerland
- 1986 · Tango för två
- 1990 · Hilsen Nora
- 1993 · Alf Prøysen tolket av Nora Brockstedt
- 1995 · Tango for to - 50 innspillinger fra 50 år
- 2004 · As Time Goes By
- 2005 · Christmas Songs
- 2008 · Nora - for swingende!

### Andere albums
- 1946 · Jazz and Hot Dance i Norway
- 1975 · Gamle revyviser
- 1979 · Jeg har mitt hjerte i Oslo
- 197? · Anna på Haugsvolden
- 1980 · Jul i skomakergata
- 1999 · Oslo Jazz Circle 50 år
- 2000 · Sigarett stomp

### Ep's
- 1955 · Idealet mitt / Rosen fra Milano / Mammadukken / En liten pike i lave sko
- 1955 · Når måltrosten synger / Alle vakre jenters hambo / Ci-ciu-ci / Hei, Mr. Banjo
- 1956 · Et kors med rubiner / Apollo Umberto Silvano Roberto Romano / Arrivederci Roma / Smil sorgene bort
- 1956 · Høstgule blader / Under Paris' himmel / Hjertet Paris / C'est Magnifique
- 1956 · Hvis du drar till gamlelandet / Souvenir / Tre ord fra deg / Mine gleder vil jeg dele med andre
- 1956 · Å, å, hjertet mitt / Et kors med rubiner / Hjertet Paris / C`est Magnifigue
- 1956 · Det som skjer, det skjer / Jolie Jaqueline / I Italien / Den vakre vaskepiken
- 1957 · Når de lyse bjerker springer ut (Wenn der weisse Flieder wieder blüht) / Sov Dukkelise / Å, et kyss / Et lite blikk fra deg
- 1957 · Høst i en park i Paris / Poetens sang / Jorden rundt / Kjærlighetsbrev i sand
- 1957 · A Tisket A Tasket / Basin Street Blues / Can't Help Lovin' That Man of Mine / Bill
- 1957 · Tammy / En dag for sent / Jeg sender mine tanker / Hvor enn du i verden drar
- 1957 · Hvite syriner / Jeg er bare en du kjente / Vår lykkestjerne / Hvite måke  (met Egil Ellingsen)
- 1958 · Hernando's cabaret / Hei der / Markedsminner / Jeg er fra topp til tå et elskovsstundens barn
- 1958 · I dine øyne blå / Sov i min favn (Dors mon amour) / Mari, du bedåre…! / Tulipaner fra Amsterdam
- 1960 · I det strøk hvor du bor / Jeg kunne ha danset / Jeg ble fortrolig med ditt sinn / Vi'kke det bli fe'menalt
- 1960 · Voi Voi / Lille Lilli-Ann fra Lillesand / Et sommereventyr / En drøm er alt

### 78 toerenplaat
- 1945 · Enn en gang skal fuglene synge / Kanskje engang tilbake den kommer
- 1946 · Love in Bloom / Gotta Be This or That

### Singles
- 1953 · Du du du / Jeg venter på min venn
- 1954 · Ja, hvorfor det? / Hvorfor kysser alle Solveig?
- 1954 ·  Det er sommer, det er sol og det er søndag / Høyt over fjellet
- 1954 · Tro, håp og kjærlighet / Jeg synger en sang
- 1954 · Huset bakom hekken / Takk for i dag
- 1955 · Idealet mitt / Rosen fra Milano
- 1955 · Mammadukken / En liten pike i lave sko
- 1955 · Jeg venter på min venn / Et brev med tre kjærlige ord
- 1955 · Lille Ann-Mari / Pappas lille cowboy
- 1955 · Når måltrosten synger / Alle vakre jenters hambo
- 1955 · Tulip-Tulip-Tulipane / Jeg er en liten en av dem det er for mange av
- 1955 · Ci-ciu-ci / Hei, Mr. Banjo
- 1955 · Den lille krokodille / Når byen går til ro
- 1955 · Høstgule blader / Under Paris' Himmel
- 1956 · Amukiriki (Skjebnen vil at det skal skje) / En plass i solen
- 1956 · To små glade papegøyer / Med lykken i ditt sinn
- 1956 · Du skal få en ringfingerring av meg / Hitsiti-hotsiti
- 1956 · Hjertet Paris (Cœur de Paris) / C'est Magnifique (fra Can Can)
- 1956 · Et kors med rubiner / Apollo Umberto Silvano Roberto Romano
- 1956 · Å, å, hjertet mitt / Kjærlighet og trekkspill
- 1956 ·  Arrivederci Roma / Smil sorgene bort
- 1956 · Hvis du drar till gamlelandet / Mine gleder vil jeg dele med andre
- 1956 · Souvenir / Tre ord fra deg
- 1956 · Det som skjer, det skjer (Que Sera Sera) / Jolie Jaqueline
- 1956 · I Italien / Den vakre vaskepiken
- 1956 · Nidelven / Gondol-serenade
- 1956 · Hun og han / Et lite blikk fra deg
- 1957 · Hvor er nå min drøm - Gervaise's sang / Trofast kjærlighet
- 1957 · Tango for to / Sønnavindvalsen
- 1957 · Når de lyse bjerker springer ut / Sov Dukke-Lise
- 1957 · Fremmed i lykkeland / Skipet skal seile i natt
- 1957 · Marianne / Rundt rundt rundt
- 1957 · Å, et kys / Røkk og rull på ring
- 1957 · Jeg sender mine tanker / Fiskerpikens sang
- 1957 · Sunnanvindvalsen / Klara på Dal
- 1957 · Jorden rundt / Kjærlighetsbrev i sand
- 1957 · Høst i en park i Paris / Poetens sang
- 1957 · Tammy / På en øy i oceanet (In the Middle of an Island))
- 1957 · Bill / Eg må halde av mannen min
- 1957 · Hvite syriner / Jeg er bare en du kjente
- 1957 · En dag for sent / Hvor du enn i verden drar
- 1957 · Vår lykkestjerne / Hvite måke
- 1958 ·Kom, kom, kom / Jeg er så glad i Otto
- 1958 · Markedsminner / Jeg er fra topp til tå et elskovsstundens barn
- 1958 · Glem / Når solen kom
- 1958 · Fire smil til frokost / Jenta gikk på krabbejakt
- 1958 · Mari, Du Bedåre…! / Tulipaner fra Amsterdam
- 1959 · Ingenting (Silent Lips) / Hasta la vista señora
- 1959 · Augustin / Fire glade lerker
- 1959 · Tivolivalsen / Din barndoms eventyr
- 1959 · Rosene i Golden Bar / Postkassen
- 1959 · Røde roser, hvite løgner / Hvem har sendt meg en forglem-meg-ei
- 1959 · Er du gla' i meg ennå, Karl Johan? / Søndag
- 1960 · Det lærte jeg meg i Paris / Ivar
- 1960 · I det strøk hvor du bor / Vi'kke det bli fe'menalt
- 1960 · Voi Voi / Lille Lillian fra Lillesand
- 1960 · Kom tilbake til meg da, Karl Johan / Et sommereventyr
- 1960 · Dukken i Danmark / Marihønen
- 1960 · Når skal du bestemme deg, Ann-Mari?
- 1960 · Lykkeliten / Sov min lille
- 1960 · Blås, blås i din trompet / Johnny med saksofonen
- 1961 · Du mener vel alvor, Halvor? / Masurka'n te'n Hans
- 1961 · Sommer i Palma / Snu deg om
- 1961 · Du mener vel alvor, Halvor? / Senor Manuel
- 1961 · Masurka'n te'n Hans / Det er solskinn i hver tone
- 1961 · Adieu - Lebewohl - Goodbye / Når du kommer venter jeg på deg
- 1962 · Æille så ner som a Ingebjørg / Med en fiol bak øret
- 1962 · Guri malla / Septemberkveld
- 1963 · Strekkbuksa / Jeg trodde
- 1963 · Noras Bossa Nova / Danke Schøn
- 1963 · Noen venter på ditt brev / Tror du på eventyr
- 1964 · Bing Bang Bong / Svartsjuk samba
- 1965 · Patriot-Paula / Sig haver du en venn
- 1965 · Chim Chim Cherie / Fuglemor
- 1966 · Så blei je gift til slutt je å / Vrikkomen te'n even
- 1967 · Arvid / Min barndoms by
- 1967 · En gang, et sted (Somewhere My Love) / Mot høst
- 1967 · Morsevise / Himmel og hav
- 1969 · Nå flytter jeg fra by'n / Helten hele da'n, Schleppegrellsgt. 14
- 1970 · Om tårer var gull / Gud gi oss fred
- 1973 · Blåbærturen / Kveldssang for Laffen
- 1974 · Falske roser (Paper roses) / En dag fylt av lykke
- 1974 · Colargol / Mireille
- 1975 · Røsslyngvise (vinnerdiktet fra ni-timen) / Egil Storbekken
- 1976 · Vals
- 1988 · Voi-Voi / Oslo - Oslo
- 1990 · Røkk og rull på ring / Konkyliens sang
- 2004 · La det sne, la det sne, la det sne!

1960: Nora Brockstedt · 
1961: Nora Brockstedt · 
1962: Inger Jacobsen · 
1963: Anita Thallaug · 
1964: Arne Bendiksen · 
1965: Kirsti Sparboe · 
1966: Åse Kleveland · 
1967: Kirsti Sparboe · 
1968: Odd Børre · 
1969: Kirsti Sparboe · 
1971: Hanne Krogh · 
1972: Grethe Kausland & Benny Borg · 
1973: Bendik Singers · 
1974: Anne-Karine Strøm & Bendik Singers · 
1975: Ellen Nikolaysen · 
1976: Anne-Karine Strøm · 
1977: Anita Skorgan · 
1978: Jahn Teigen · 
1979: Anita Skorgan · 
1980: Sverre Kjelsberg & Mattis Hætta · 
1981: Finn Kalvik · 
1982: Jahn Teigen & Anita Skorgan · 
1983: Jahn Teigen · 
1984: Dollie de Luxe · 
1985: Bobbysocks · 
1986: Ketil Stokkan · 
1987: Kate Gulbrandsen · 
1988: Karoline Krüger · 
1989: Britt Synnøve Johansen · 
1990: Ketil Stokkan · 
1991: Just 4 Fun · 
1992: Merethe Trøan · 
1993: Silje Vige · 
1994: Elisabeth Andreassen & Jan Werner Danielsen · 
1995: Secret Garden · 
1996: Elisabeth Andreassen · 
1997: Tor Endresen · 
1998: Lars Fredriksen · 
1999: Stig Van Eijk · 
2000: Charmed · 
2001: Haldor Lægreid · 
2003: Jostein Hasselgård · 
2004: Knut Anders Sørum · 
2005: Wig Wam · 
2006: Christine Guldbrandsen · 
2007: Guri Schanke · 
2008: Maria Haukaas Storeng · 
2009: Alexander Rybak · 
2010: Didrik Solli-Tangen · 
2011: Stella Mwangi · 
2012: Tooji · 
2013: Margaret Berger · 
2014: Carl Espen · 
2015: Mørland & Debrah Scarlett · 
2016: Agnete · 
2017: JOWST feat. Aleksander Walmann · 
2018: Alexander Rybak · 
2019: KEiiNO · 
2021: Tix · 
2022: Subwoolfer · 
2023: Alessandra · 
2024: Gåte ·
2025: Kyle Alessandro
- Bibsys: 32110
- Biblioteca Nacional de España: XX1743346
- Gemeinsame Normdatei: 1225252229
- International Standard Name Identifier: 0000 0001 3096 2225
- Library of Congress Control Number: no97072207
- MusicBrainz: cff396b0-1592-470b-a233-0e340aec3db5
- Nationale Bibliotheek van Israël: 987007350743305171
- Nationale Bibliotheek van Polen: a0000003809071
- Virtual International Authority File: 224497161
- WorldCat: E39PBJdCptGdFrY867vfRMYHG3